# Prenatalna dijagnostika
Prenatalna dijagnostika postupak je ispitivanja zdravstvenog stanja ljudskog embrija ili fetusa pomoću raznih tehnika, kojima se utvrđuje zdravlje, bolest, težina, spol, veličina, položaj djeteta i sl. Cilj je upoznati zdravstveno stanje djeteta, koje će se roditi kako bi se na vrijeme poduzelo sve što treba za normalnu trudnoću i porod.

## Metode
Postoji više metoda, koje se razlikuju po riziku i učinkovitosti:

### Neinvazivne metode
- Ekografija je tehnika registriranja ploda u maternici primjenom ultrazvuka. Mogu se uočiti anatomija i funkcionalnost ploda te eventualne nepravilnosti. Metoda je bezopasna po majku i dijete.
- Doppler služi za mjerenje otpornosti djetetovih dijelova tijela: mozga, žila, pupkovine. Metoda je bezopasna za majku i dijete.
- Triple test služi za otkrivanje Downovog sindroma. Obojeli od tog sindroma imaju 3 kromosoma u 21. paru kromosoma i ukupno 47 kromosoma umjesto 46.
- Kardiografija registrira opće stanje fetusa, puls, gibanje, reakcije. Zove se i "non-stress test".

### Invanzivne metode
- Amniocenteza  je metoda kojom se injekcijskom iglom prodire u amnionsku tekućinu u kojoj je plod i uzme se tekućina radi ispitivanja stanja. Može biti pogubna za dijete, ako se nehotice rani.
- Biopsija je metoda kojom se uz pomoć katerera i igle ispituje posteljica. Rizik od oštećivanja i usmrćivanje djeteta je od 4 do 7%. U 6% slučajeva dobiju se nepouzdani rezultati.
- Fetoskopija je metoda ispitivanja kože, krvi. Rijetko se koristi, jer je velika mogućnost oštećivanja i usmrćivanja djeteta.
- Kordocentoza ili funikolocentoza je metoda vađenja krvi fetusa. Rizik je 1-2%.

Problem invanzivnih metoda je moguće ranjavanje i usmrćivanje djeteta iglom i time uzrokovan pobačaj. Ponekad se dobiju pogrešni rezultati i dijagnoza. Utvrđene nepravilnosti ponekad su prolazne i dijete se ipak rodi zdravo.
Katolička Crkva protivi se pobačaju djece za koje je utvrđeno prenatalnom dijagnostikom, da se radi o djeci s Downovim sindromom ili s nekim drugim sindromom ili bolesti.

## Unutarnje poveznice
- Prenatalni razvoj čovjeka
- Trudnoća
- Triple test